# 公子白
公子白（?—?），嬴姓，名白，秦武公唯一的儿子。
前678年，秦武公去世，秦武公之弟秦德公取得政權，公子白没有继位，被封于平阳（今陕西省宝鸡市东阳平镇）。